# Wallfahrtskirche Maria Loreto (St. Andrä)
Koordinaten: 46° 46′ 12,6″ N, 14° 49′ 21,9″ O

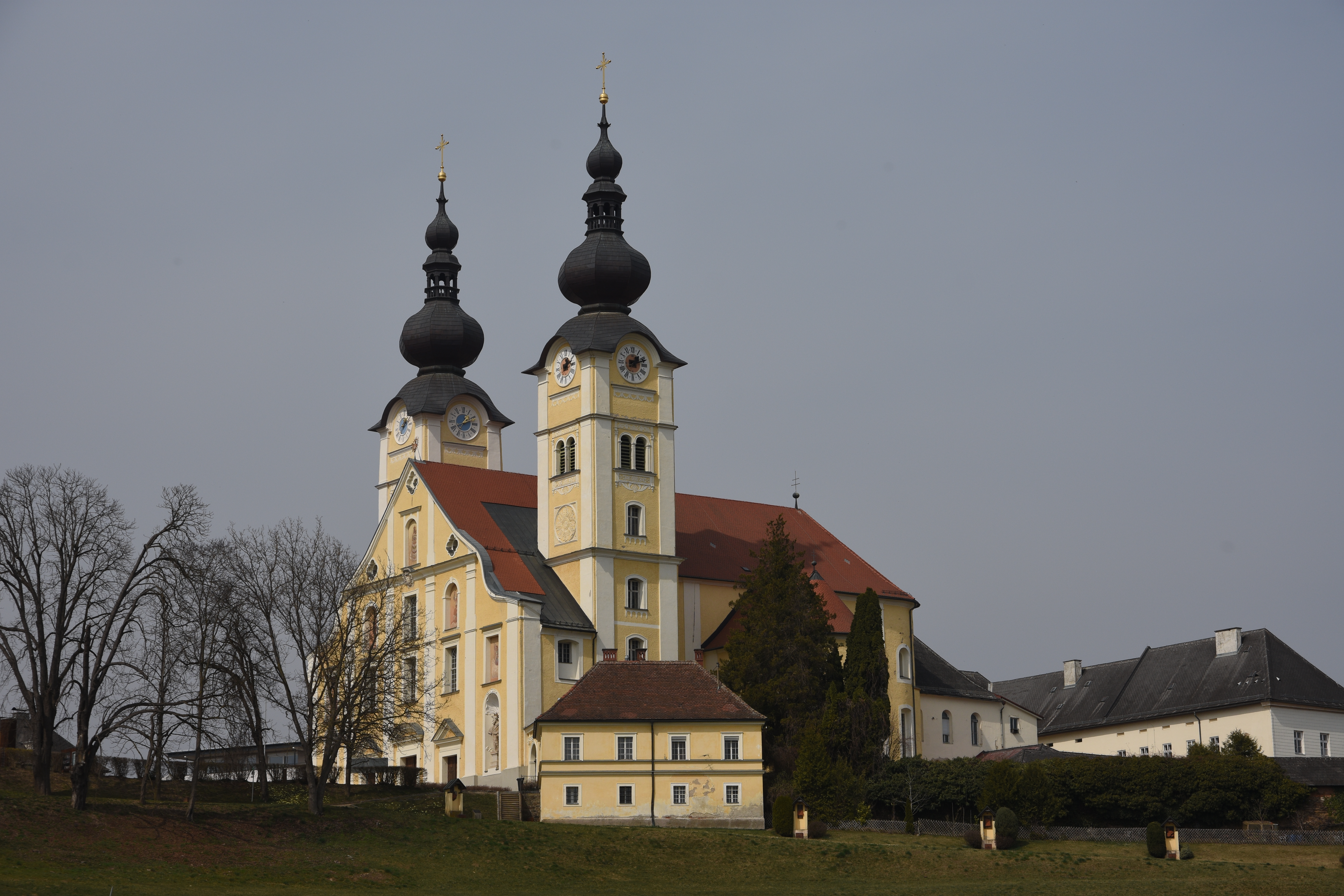
Ansicht der Basilika von Südosten

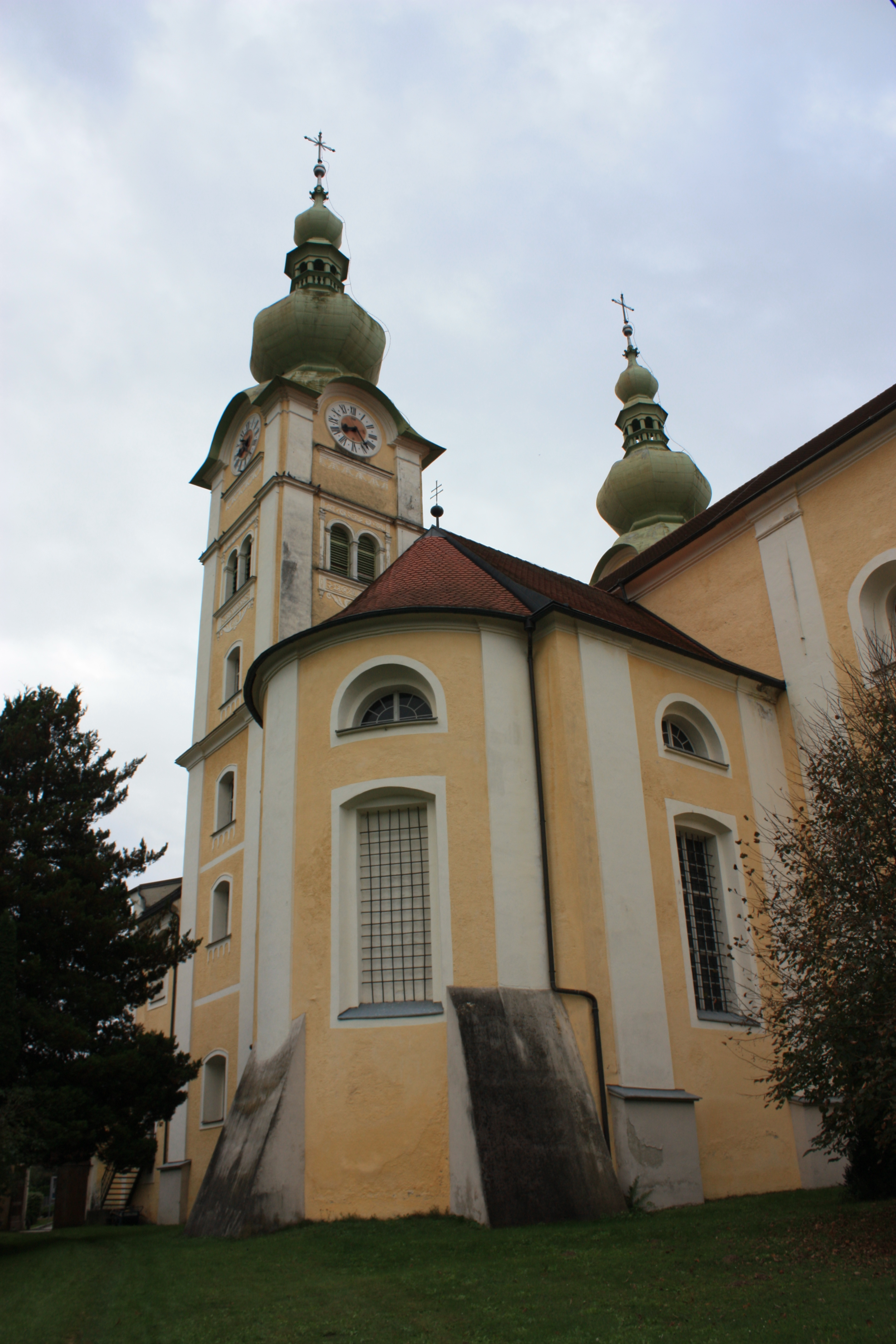
Seitenkapelle von außen

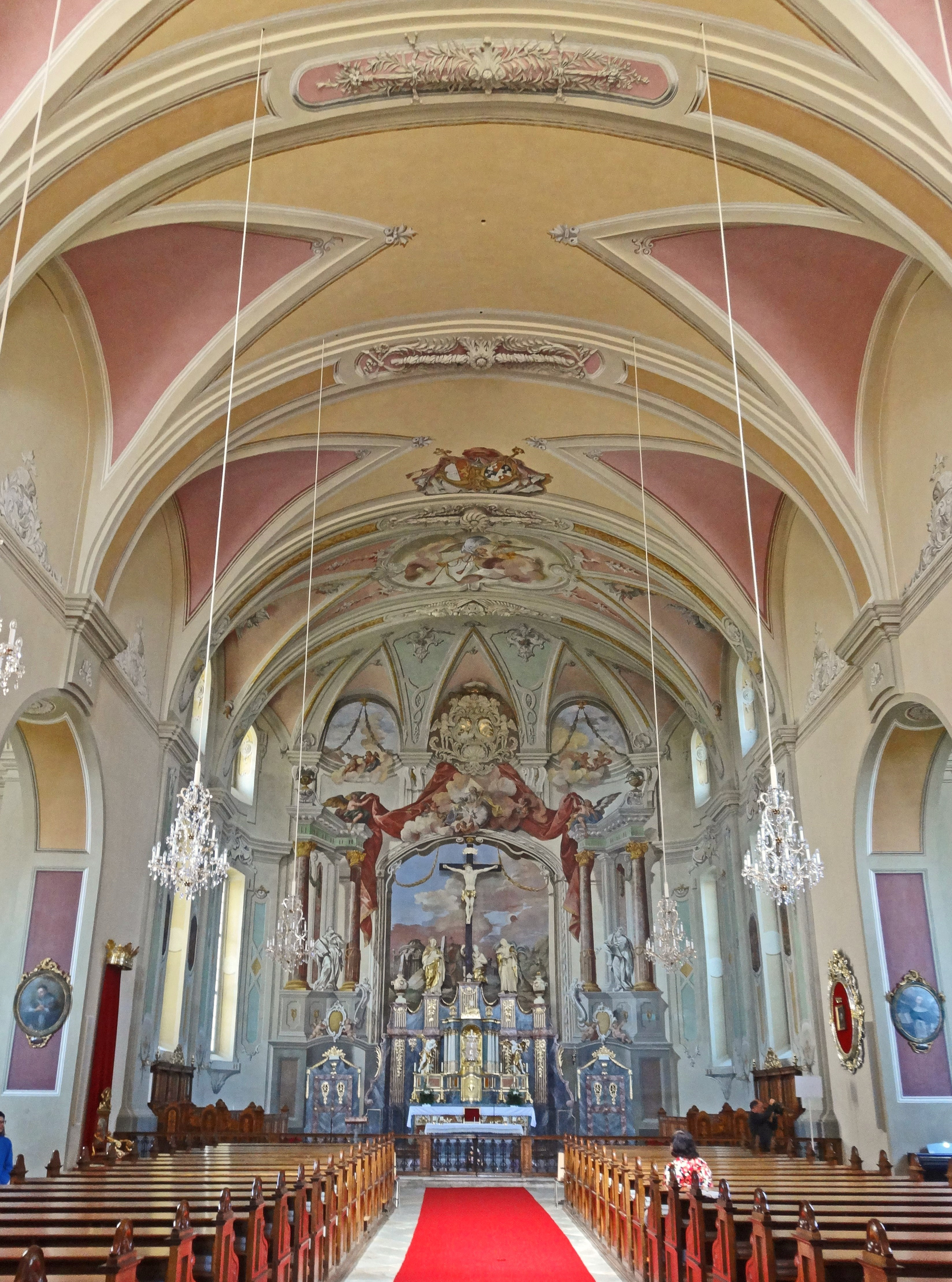
Innenansicht der Basilika

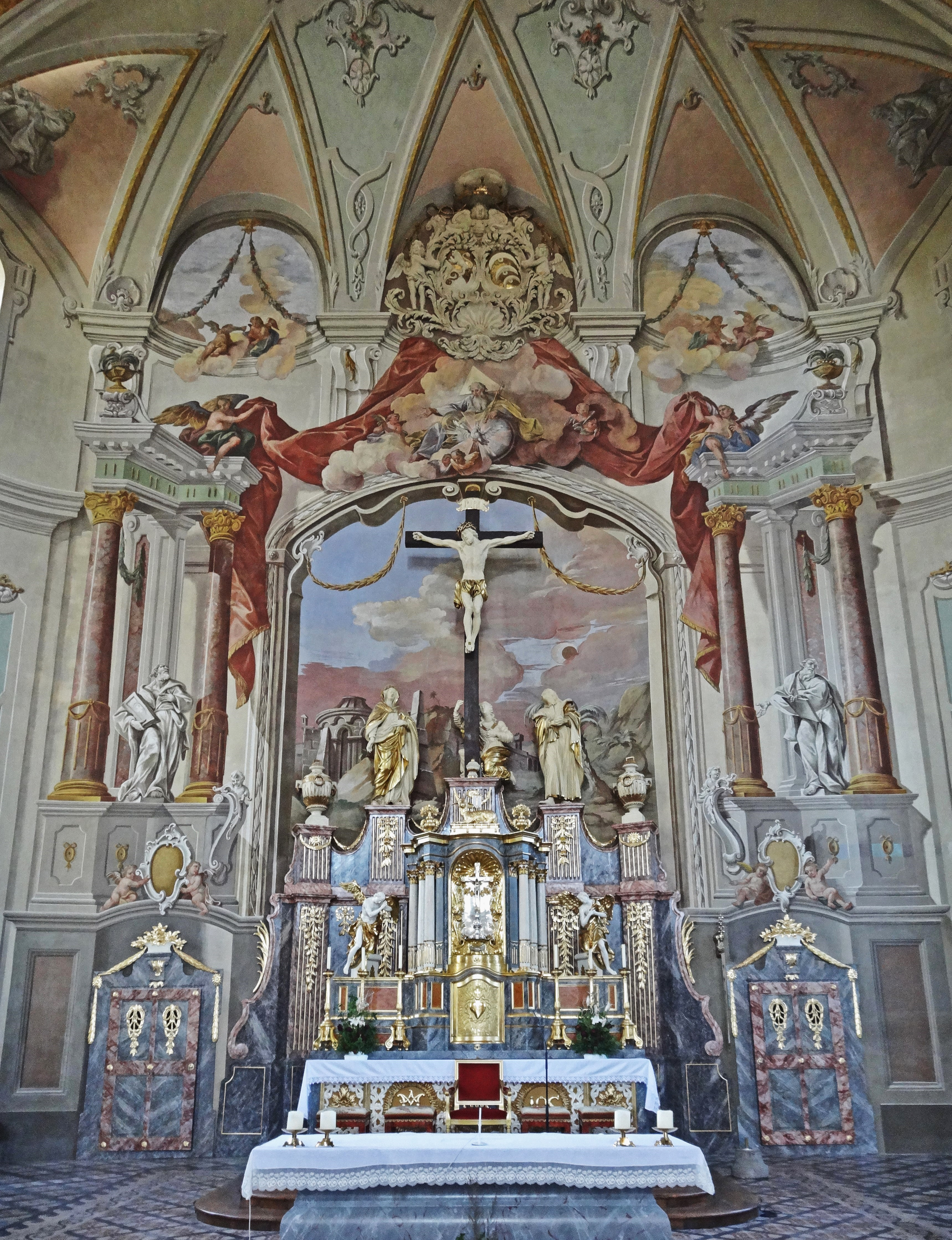
Der Hochaltar

Die Wallfahrtskirche Maria Loreto ist eine 1683 bis 1686 erbaute barocke, römisch-katholische Wallfahrtskirche am Nordende des historischen Stadtgebiets von St. Andrä in Kärnten. Sie steht unter den Patrozinium der Apostel Petrus und Paulus.

## Geschichte
An der Stelle der heutigen Kirche wurde 1647 durch Bischof Albert von Priamis eine Loretokapelle errichtet, die von Dominikanerinnen betreut wurde. Über diese Kapelle ließ Franz Kaspar Graf von Stadion in den Jahren 1683 bis 1687 die heutige Kirche errichten. Die Kapelle wurde im Zuge einer Umgestaltung des Kircheninnenraums 1790/1793 abgerissen, stattdessen wurde die Kapelle in der linken Vorhalle errichtet.
Das Dominikanerinnenkloster wurde 1782 aufgehoben. 1859 kam die Kirche in den Besitz der Jesuiten. 1870 bis 1885 und 1938 gab es größere Renovierungen.
2010/11 wurden die beiden Turmhelme mit Kupfer neu eingedeckt. Seit 2010 wird die Wallfahrtskirche von den Benediktinern betreut.
Am 21. Juli 2014 erhob Papst Franziskus die Kirche per Dekret zur Basilica minor. Bis zu diesem Zeitpunkt konnte eine zweijährige Restaurierung abgeschlossen werden.

## Beschreibung
Die Kirche ist ein großer, genordeter Bau. Die Südseite wird von der breiten Fassade eingenommen, etwas dahinter mit zwei 60 m hohen Türmen. Die Fassade ist fünfachsig und ist durch sechs Riesenpilaster gegliedert. In den drei mittleren, dreigeschoßigen Achsen befinden sich die Portale, darüber Fenster und bemalte Blendfelder. Von den Portalen trägt das mittlere einen Segment-, die beiden seitlichen Dreiecksgiebel. Die äußeren Achsen sind zweigeschoßig und besitzen Figurennischen mit dem heiligen Paulus rechts und dem heiligen Petrus links. Der Apostel Petrus ist mit zwei Schlüssel für Binden und Lösen auf Erden und im Himmel (Matthäus 16, 19) dargestellt.

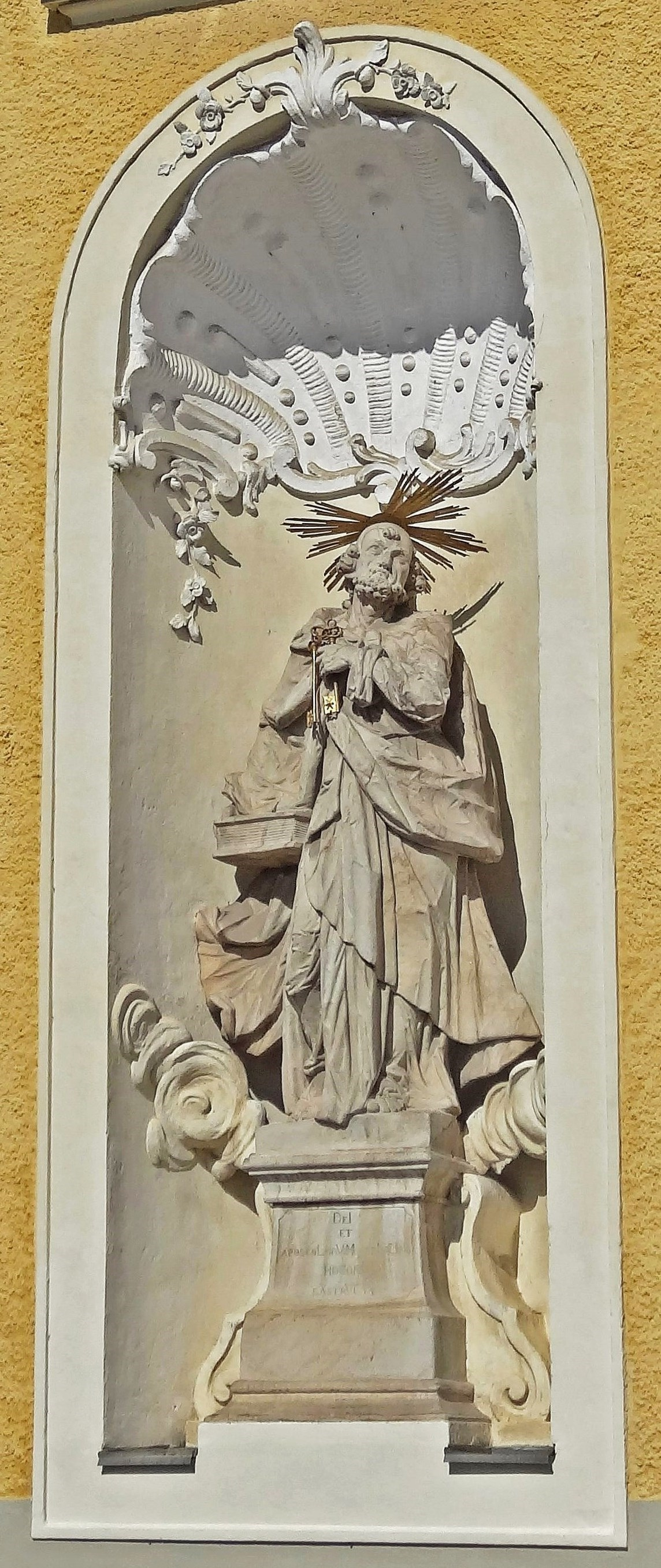
Statue des Apostels Petrus in einer Fassadennische
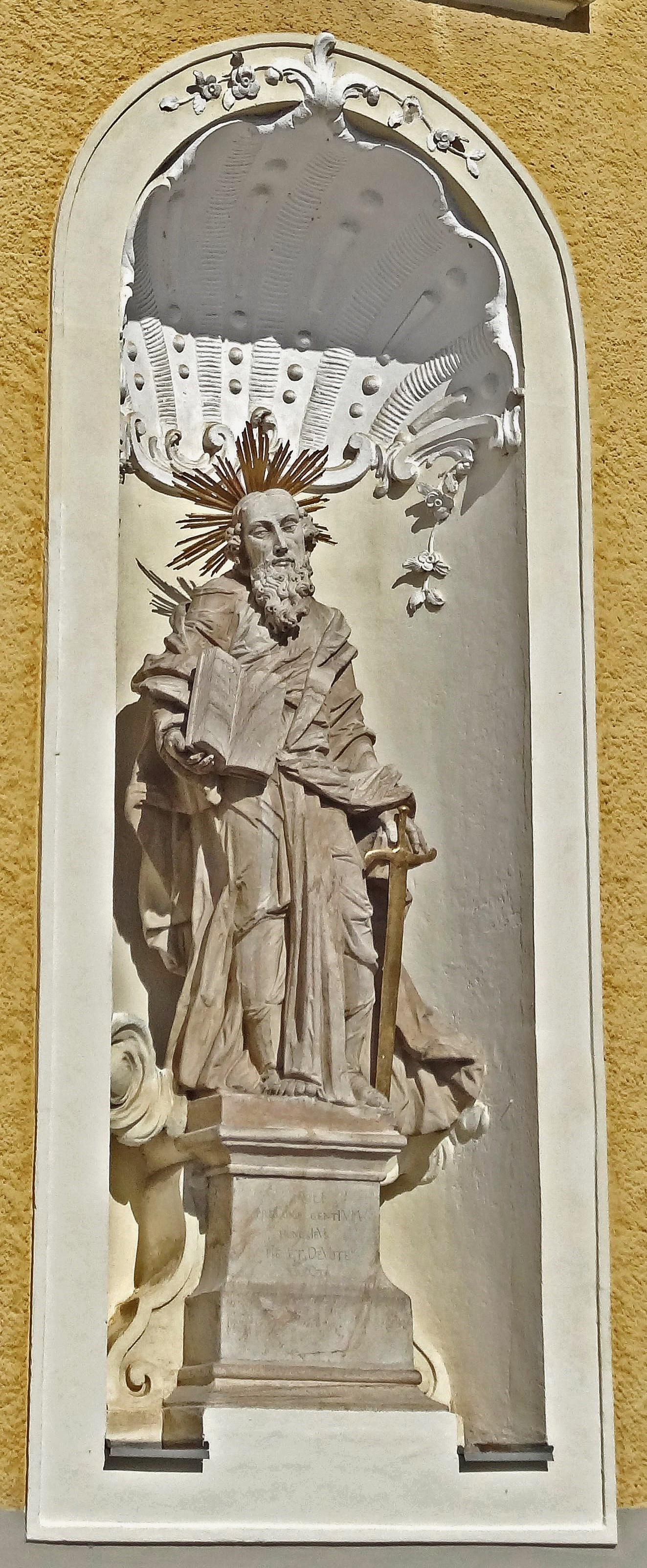
Statue des Apostels Paulus in einer Fassadennische

Die Fassade verstößt gegen einige der klassischen Regeln: so sind die Riesenpilaster zu dick. Zudem liegt ihnen kein Gebälk auf. Die Pilaster des Dreiecksgiebels stoßen ohne Übergang an die Rinnleiste des Satteldachs. Die Giebelschräge knickt dort ein, wo eigentlich Voluten ansetzen müssten.
Die beiden 1730 fertiggestellten Türme sind auf Höhe des zweiten Langhausjoches angestellt und tragen Zwiebelhelme.
Das Langhaus ist sechsjochig, rund 45 m lang und an der breitesten Stelle 40,5 m (Kapellenachse) breit. Es nimmt die Breite der drei mittleren Fassadenachsen ein. Im ersten Langhausjoch befinden sich zwischen Fassade und Türmen Kapellen. Der saalartige, 17 m hohe Innenraum trägt ein Flachtonnengewölbe mit Stichkappen. Der Abschluss des Chores ist flach mit abgerundeten Ecken. Ansonsten ist der Chor nur durch seine Ausmalung vom Langhaus abgehoben. Dahinter befindet sich die Sakristei. Zwischen dem vierten und fünften Langhausjoch befindet sich auf beiden Seiten je ein Kapellenanbau. Die Verbindung zum Langhaus erfolgt durch halbrunde Bogenöffnungen, die Kapellen sind einjochig mit Kreuzgratgewölbe und haben eine Apsis mit je zwei Stichkappen.
Die Orgel aus dem Jahr 1883 stammt von Martin Hechenberger aus Passau. In der Kirche befindet sich auch das Epitaph für den Gründer, Bischof Graf Stadion.

### Chor
Die Seitenwände des Chores tragen je zwei hohe Fenster.
Die Abschlusswand des Chores ist mit illusionistischer Malerei aus dem Jahre 1793 versehen. Die Malerei umrahmt dabei die vor ihr aufgestellte Kreuzigungsgruppe. Es ist eine gemalte Säulenarchitektur mit den beiden Propheten Jeremias und Isaias. Zwischen ihnen öffnet sich die Landschaft von Jerusalem. Über allem schweben Gottvater und der Heilige Geist. In einer Lunette befindet sich das Wappen des Fürstbischofs Franz Caspar von Stadion. Die zur Sakristei führenden Wände des Chores tragen folgende Bilder: Dankopfer des Noah, der Verkauf Josefs durch seine Brüder, die Eherne Schlange und das Opfer Abrahams. Diese Bilder gehören typologisch zur Kreuzigung. An der Decke befinden sich Bilder der vier Evangelisten.
Die Kreuzigungsgruppe steht auf einem klassizistischen Postament. Sie wird häufig dem Klagenfurter Künstler Markus Antonius Clauß 1691 zugeschrieben. Der Tabernakel stammt etwa aus 1870, das Chorgestühl und die Kommunionbank von 1880/1890.
An der Südwand vor dem Chor hängt ein prunkvoll gerahmtes Marienbild, angeblich eine Kopie eines Marienporträts des hl. Lukas.

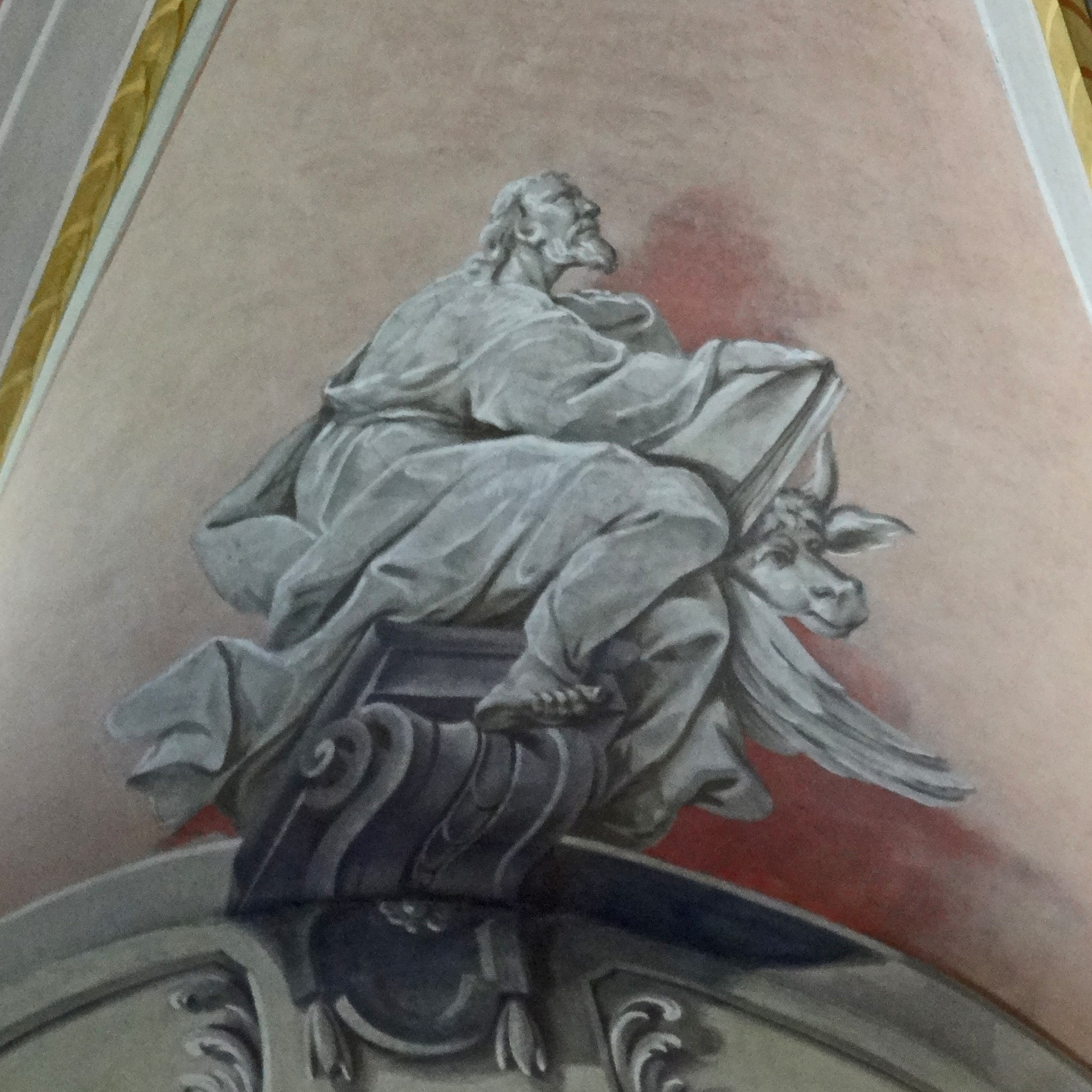
Illusionistische Darstellung des Evangelisten Lukas im Chor
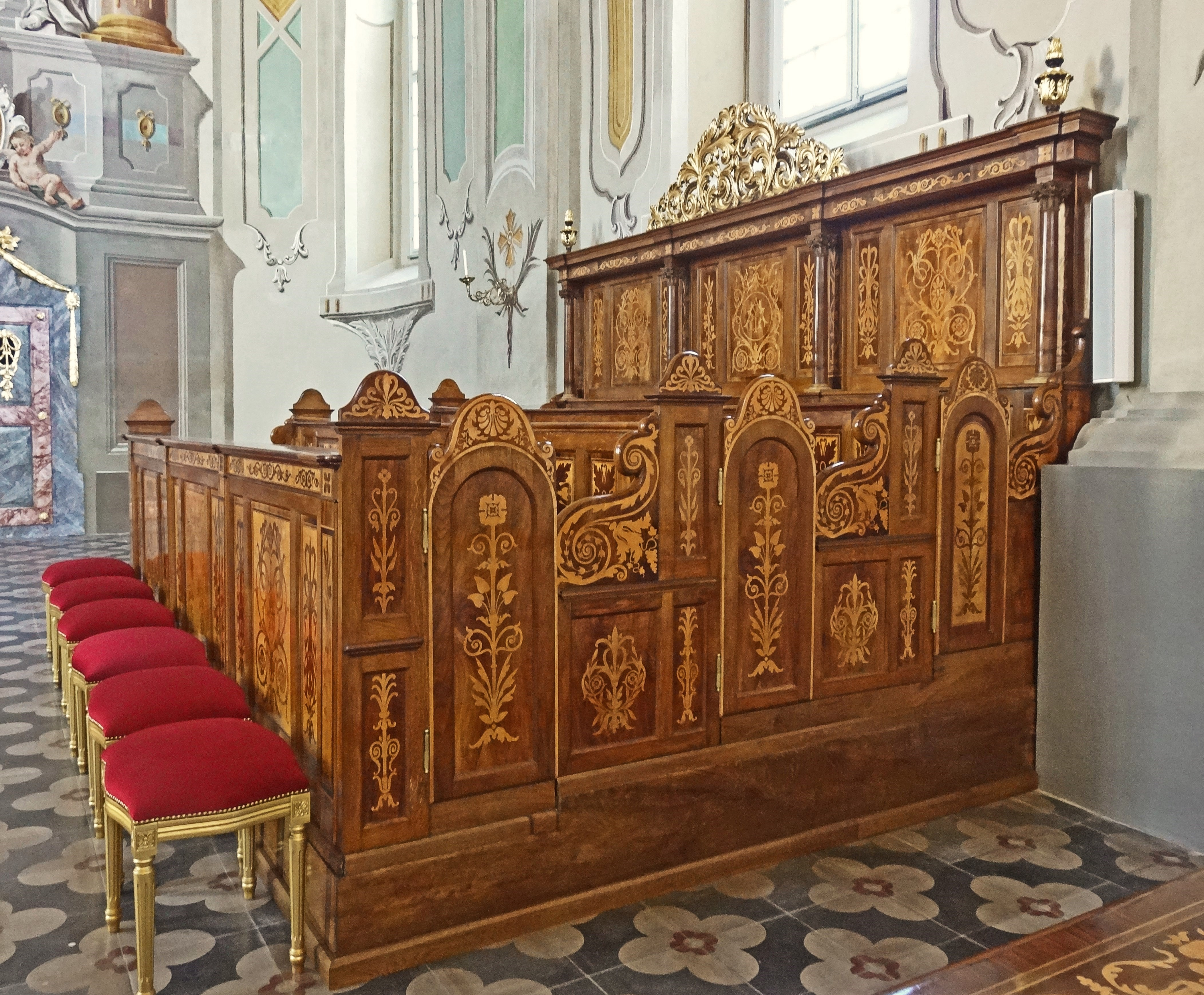
Das Chorgestühl
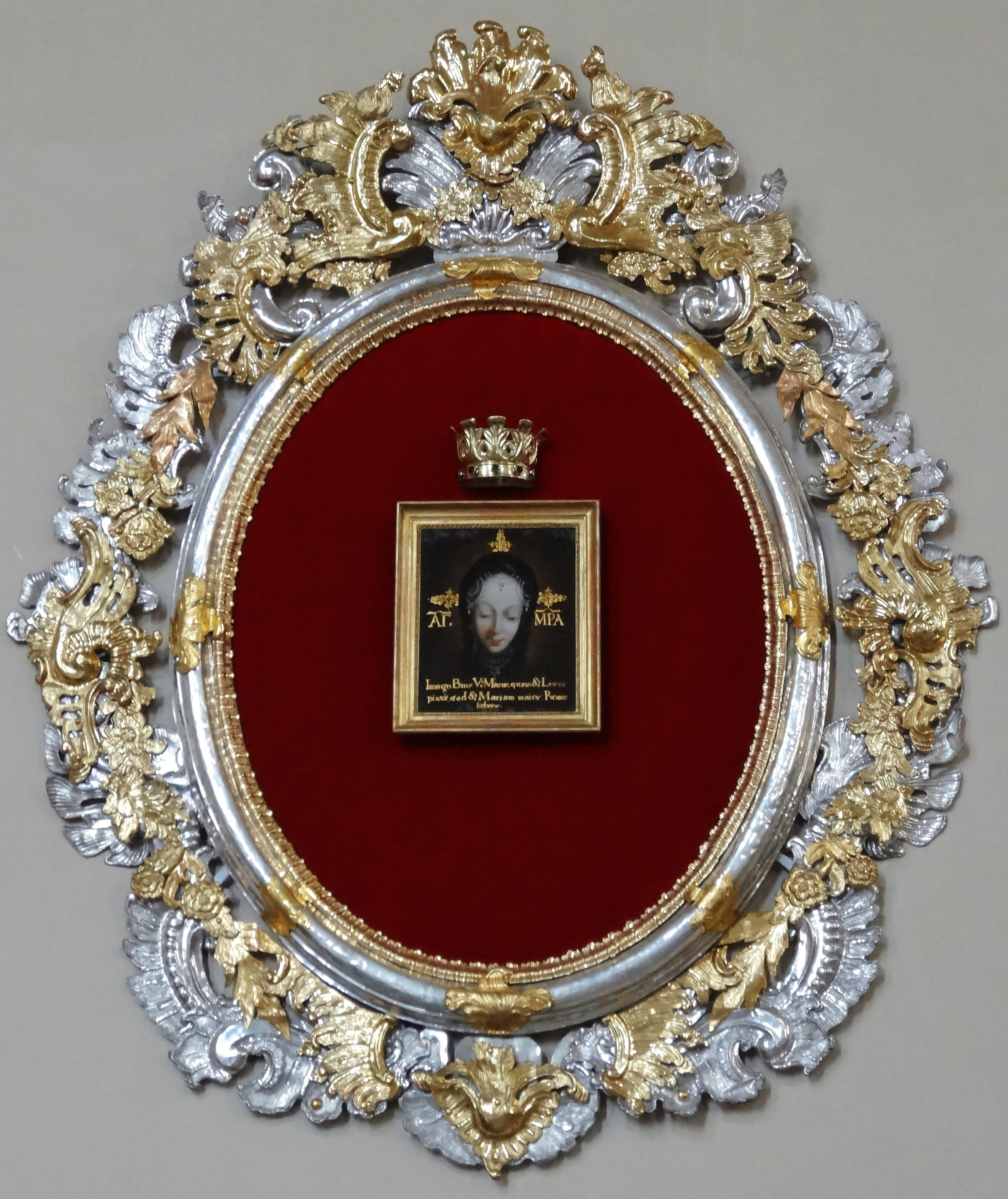
Angebliche Kopie eines Marienporträts des hl. Lukas

### Seitenkapellen

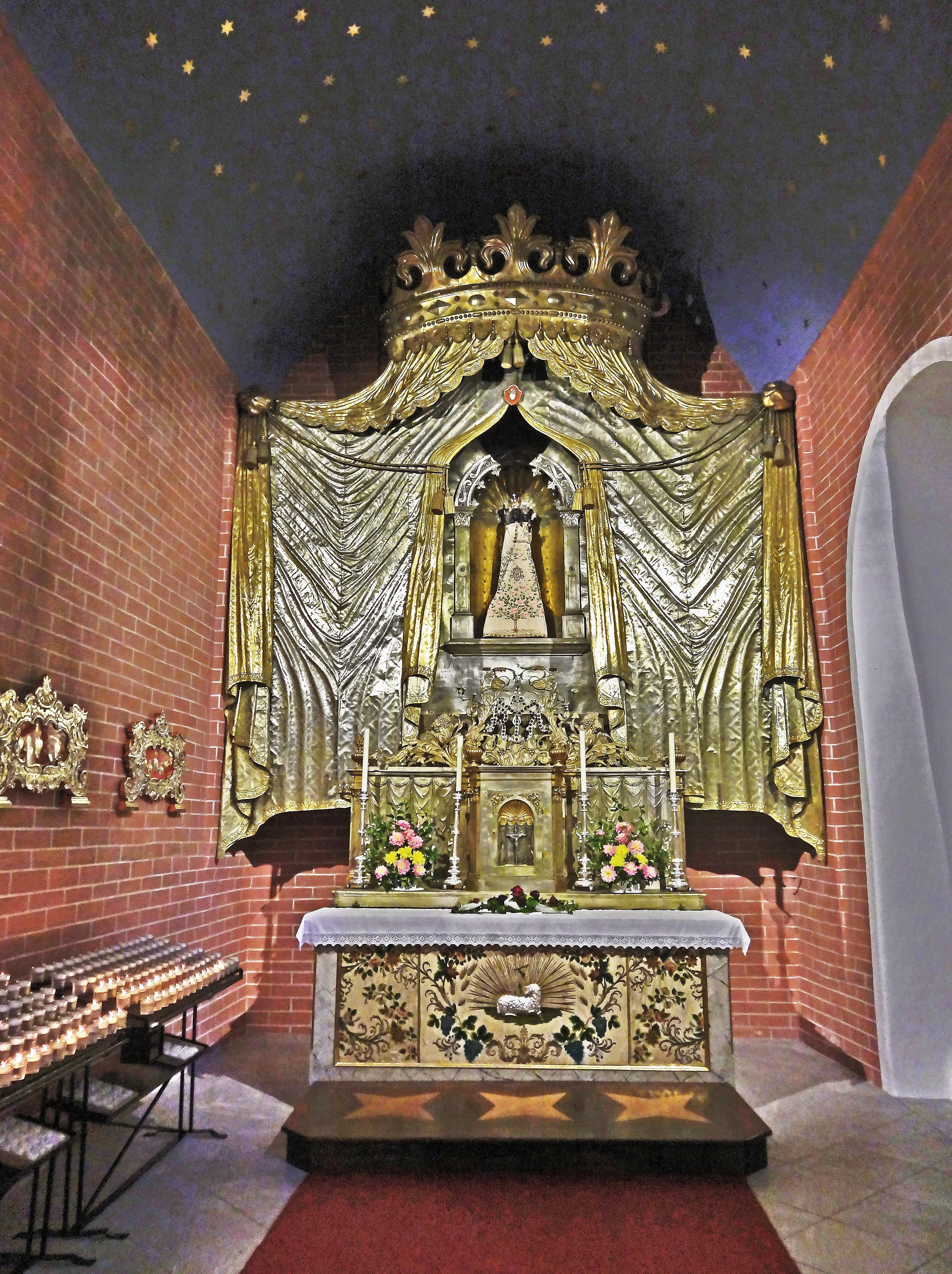
Blick in die Loreto-Kapelle

Die nördliche Seitenkapelle ist die für eine Basilika charakteristische Sakramentskapelle. Der urkundlich von 1713 stammende Altar hat daher heute einen Tabernakel. Das Altarblatt schuf 1875 der Schweizer Melchior Paul Deschwanden. Es zeigt den hl. Josef mit dem Jesuskind. Das barocke Aufsatzbild stellt Johannes den Täufer dar.
Die südliche Seitenkapelle ist die Taufkapelle. Der ebenfalls von 1713 stammende Altar zeigt im Altarblatt den hl. Ignatius von Loyola, 1875 von Deschwanden gemalt, und im Aufsatzbild den Evangelisten Johannes.
In der Vorhalle befindet sich links die Gnadenkapelle Maria Loreto mit einer „Schwarzen Madonna“. Der Altar hat ein restauriertes, barockes Antependium. Rechts befindet sich die Allerseelenkapelle mit einem klassizistischen Altar. Sein Altarblatt stammt vom Altar des 18. Jahrhunderts und zeigt den Kruzifixus.

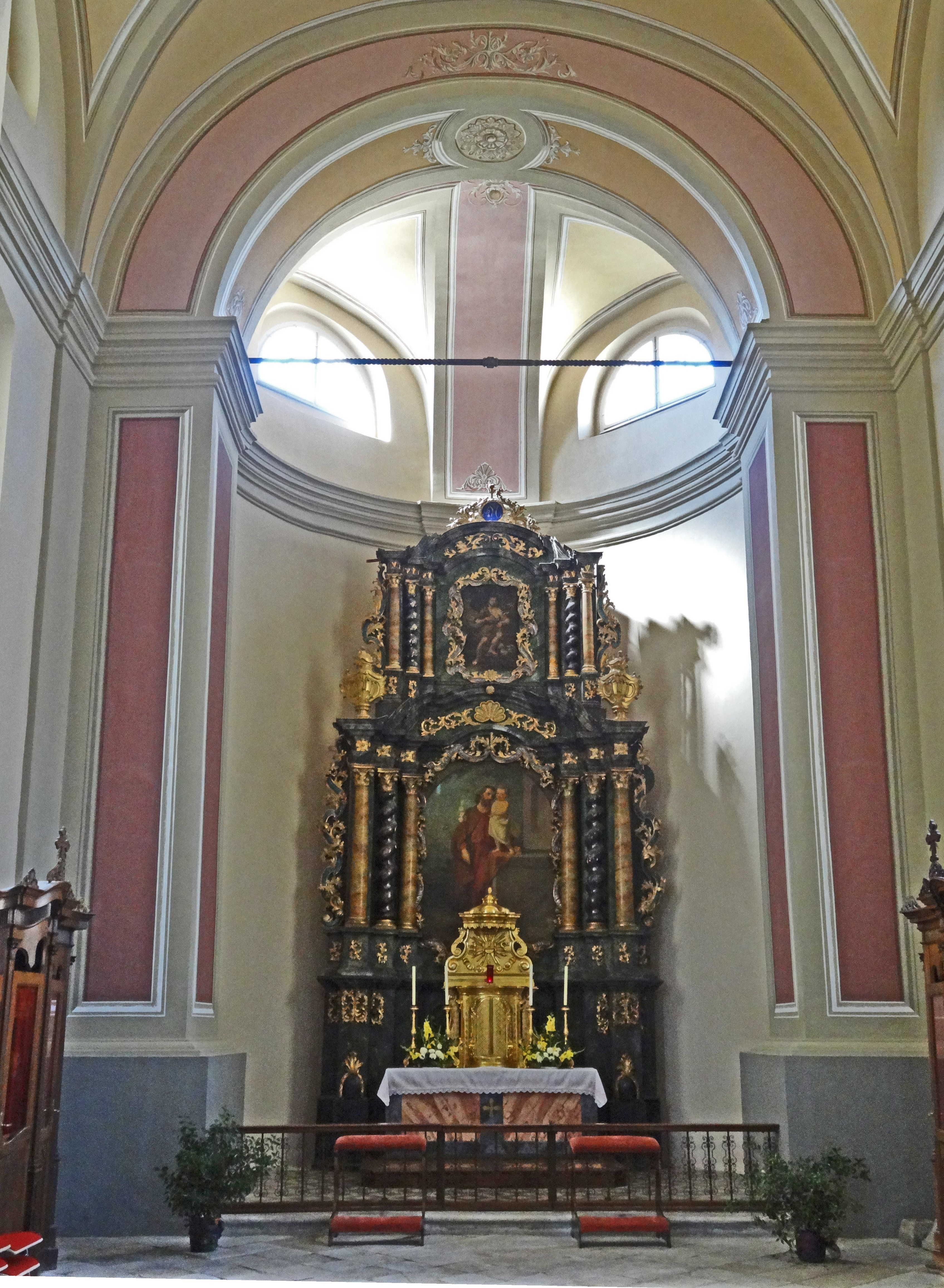
Die Sakramentskapelle (nördliche Seitenkapelle)
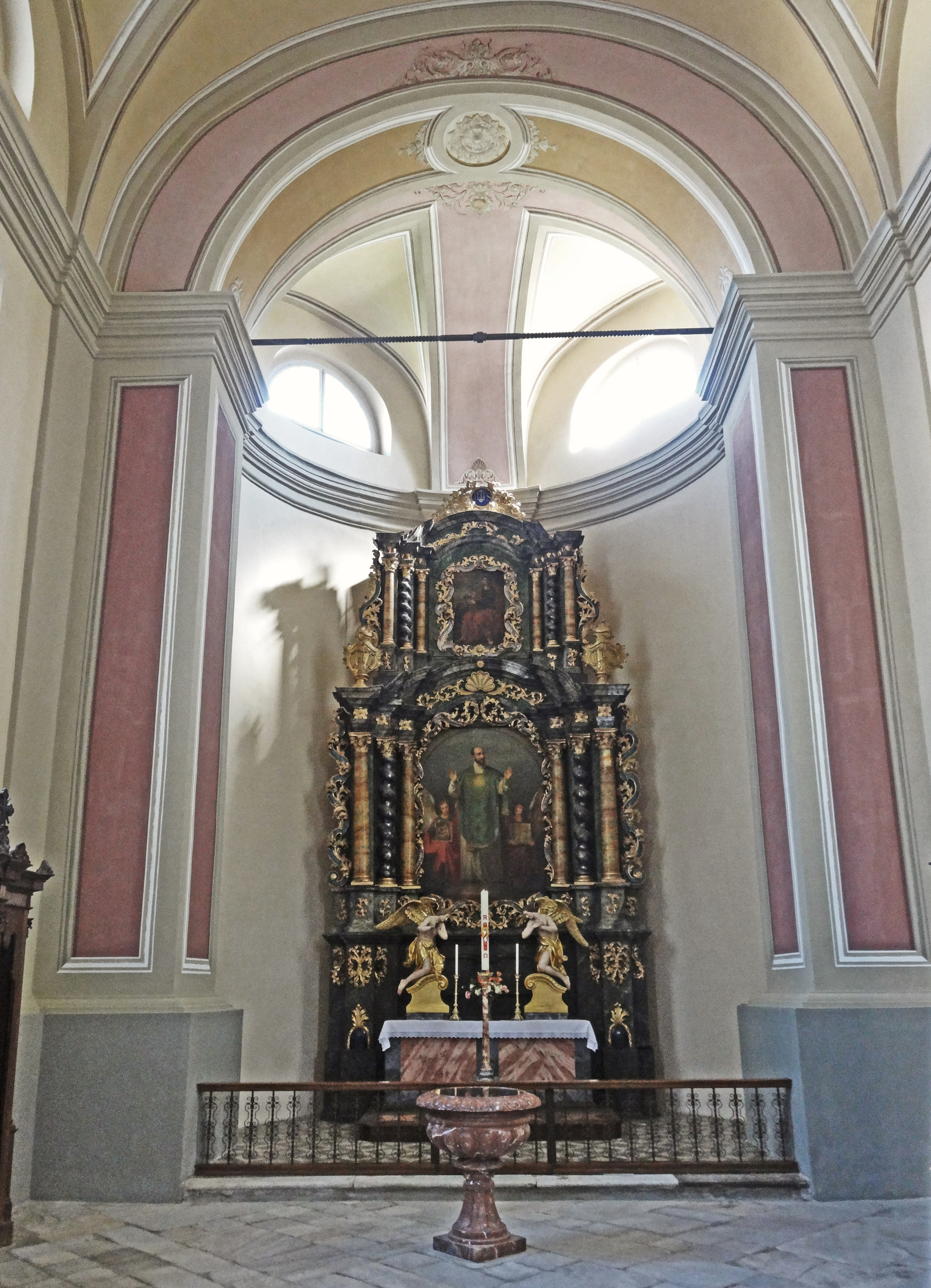
Die Taufkapelle (südliche Seitenkapelle)

## Klostergebäude
Die Klostergebäude sind mit der Kirche über den Sakristeianbau verbunden und erstrecken sich nördlich der Kirche. Es ist ein großer, modernisierter Komplex über einem hufeisenförmigen Grundriss.
Das Mesnerhaus befindet sich östlich der Kirche und ist mit ihr über eine Mauer mit rundbogigem Portal verbunden. Es ist ein rechteckiger, einfacher Bau aus dem Barock mit Walmdach.